# قطعنامه ۹۱۹ شورای امنیت
قطعنامه  ۹۱۹ شورای امنیت سازمان ملل متحد که در تاریخ ۲۵ مه ۱۹۹۴ تصویب شد، سندی بین‌المللی دربارهٔ آفریقای جنوبی است. این قطعنامه طی نشست ۳۳۷۹‌ام با ۱۵ رای موافق، ۰ مخالف و ۰ ممتنع تصویب شد.